# Спицина (Курганская область)
Спицина — деревня в Далматовском районе Курганской области. Входит в состав Кривского сельсовета.

## История
До 1917 года входила в состав Кривской волости Шадринского уезда Пермской губернии. По данным на 1926 год состояла из 142 хозяйств. В административном отношении входила в состав Кривского сельсовета Ольховского района Шадринского округа Уральской области.

## Население
| 1989 | 2002 | 2010 |
| ---- | ---- | ---- |
| 38   | ↘24  | ↘9   |

По данным переписи 1926 года в деревне проживало 673 человека (288 мужчин и 385 женщин), в том числе: русские составляли 100 % населения.